# Le canzoni di Giorgio Gaber
Le canzoni di Giorgio Gaber è il secondo album discografico di Giorgio Gaber, pubblicato dall'etichetta discografica Dischi Ricordi nel febbraio del 1964.
Il disco raccoglie brani già editi negli anni precedenti solo come singoli. Fu ripubblicato su CD nel 2004 (e 2012) dalla casa discografica Sony BMG.

## Tracce
Lato A
1. Così felice – 3:16 (Giorgio Gaber)
2. Un bacio a metà – 2:28 (Iller Pattacini, Giorgio Gaber)
3. Amore mio – 3:14 (Giorgio Gaber)
4. Una stazione in riva al mare – 1:55 (Dani, Giorgio Gaber)
5. Noi due stupidi – 2:35 (Giorgio Gaber, Uzim)
6. Quei capelli spettinati – 3:24 (Giorgio Gaber, Calibi)

Lato B
1. Porta romana – 3:31 (Giorgio Gaber, Umberto Simonetta)
2. Le nostre serate – 3:14 (Giorgio Gaber, Umberto Simonetta)
3. Trani a gogò – 3:25 (Giorgio Gaber, Umberto Simonetta)
4. Ferma con gli occhi nel vuoto – 2:38 (Giorgio Gaber)
5. Gli amici – 1:43 (Giorgio Gaber, Leo Chiosso)
6. E la città non lo sa – 2:40 (Giorgio Gaber)

## Musicisti
- Giorgio Gaber - voce
- Iller Pattacini - direzione orchestra
- I Giullari[4] - (solo nel brano: Gli amici)